# Catarina Douglas
Catarina Douglas, também conhecida como Kate Barlass (n. antes de 1421) foi uma nobre escocesa, mais conhecida por ter tentado impedir o assassinato do rei Jaime I da Escócia, em 1437. Ela era a dama de companhia da esposa do rei, Joana Beaufort.

## Família
Catarina era a filha de Sir Guilherme Douglas do Castelo de Lochleven e de sua primeira esposa, Margarida Lindsay.
Os seus avós paternos eram Henrique Douglas e Margarida Stewart. Os seus avós maternos eram David Lindsay, 1.º Conde de Crawford e Isabel Stuart, filha de Roberto II da Escócia e de Eufêmia de Ross.
Ela teve quatro irmãos: Jaime, Cristiana, Henrique, marido de Isabel Erskine, e Isabel, esposa de Ricardo Lovell.

## Biografia
Em alguma data desconhecida, Catarina se casou com João Wallace de Craigie, filho de Guilherme Wallace e de Isabel Douglas; ela foi sua segunda esposa.

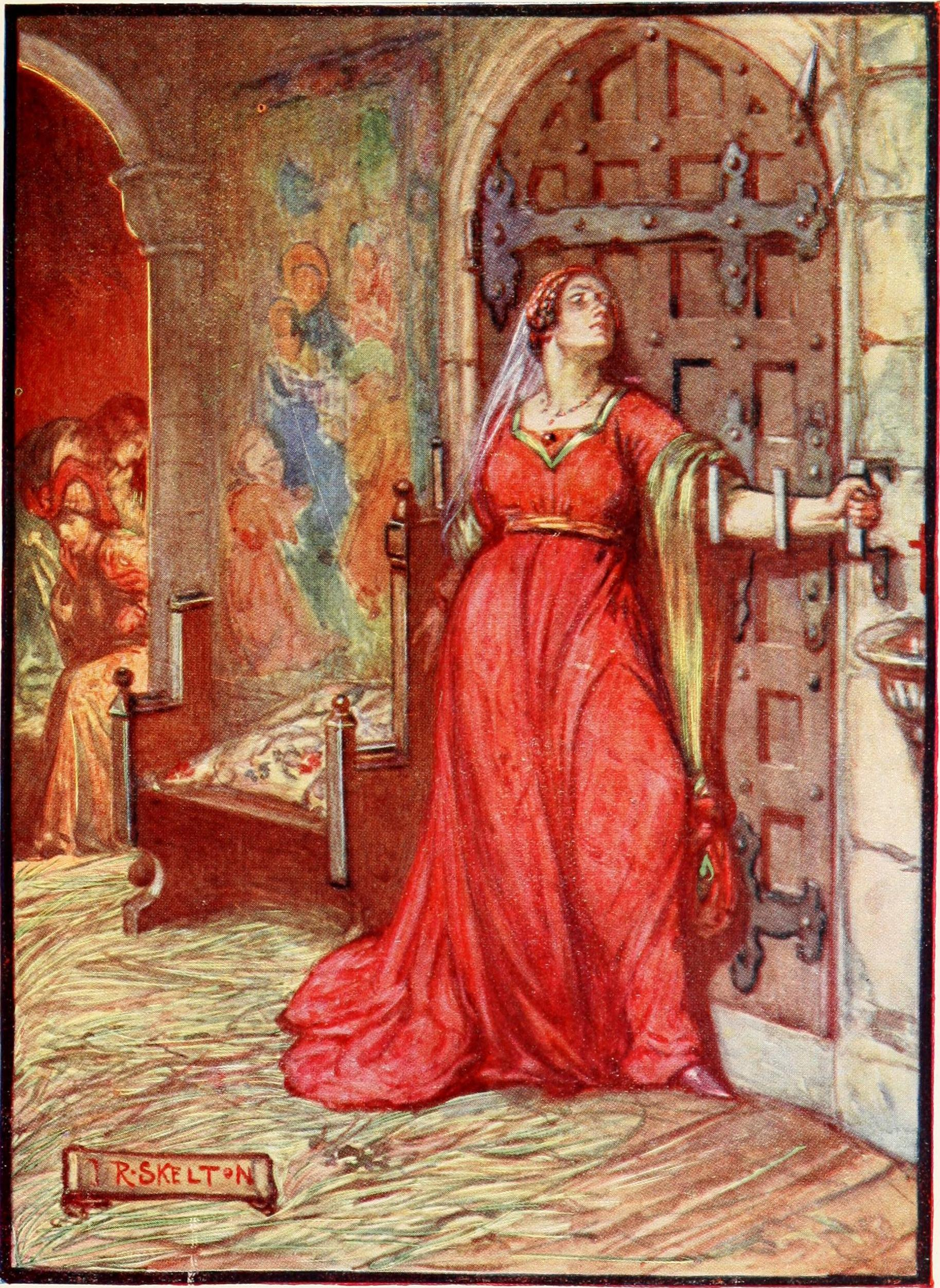
Representação de 1909 presente na obra Scotland's Story por Henrietta Elizabeth Marshall.

Segundo a lenda, durante a estadia de Jaime I na Sala do capítulo da Ordem dos Pregadores, em Perth, um grupo de homens liderados por Sir Roberto Graham, foram até a porta procurando pelo rei com a intenção de matá-lo. O camareiro do rei, Roberto Stewart, Mestre de Atholl, tinha removido o ferrolho da porta do câmara onde estavam o rei e a rainha. Jaime, então, fugiu em direção ao túnel do esgoto, enquanto a rainha e suas damas rapidamente substituíram o assoalho para esconder o esconderijo do monarca. Por sua vez, Catarina correu até a porta e ao ver que a tranca tinha sido removida, colocou os braços entre as barras da porta para barrar a entrada dos assassinos. No entanto, eles conseguiram forçar a porta e abri-la, e com isso, quebraram o braço da nobre, e assassinaram o rei. Depois disso, não se sabe mais sobre Catarina, apenas que ela conseguiu se recuperar.
Devido ao seu papel ao tentar impedir o assassinato, Catarina, então, ficou conhecida como "Barlass", sendo que drawbar significava a tranca da porta, e lass é uma palavra muito usada na Escócia para se referir à moça ou garota. O apelido foi adotado pelos descendentes de Catarina, cujo brasão é a imagem de um braço quebrado.
A frase "Katie, bar the door!" (Catarina, segure a porta!) pode ter origem nesse episódio da História escocesa.